# Japonopsimus
Japonopsimus is een kevergeslacht uit de familie van de boktorren (Cerambycidae). De wetenschappelijke naam van het geslacht werd voor het eerst geldig gepubliceerd in 1935 door Matsushita.

## Soorten
Japonopsimus omvat de volgende soorten:
- Japonopsimus exocentroides Holzschuh, 1984
- Japonopsimus orientalis (Matsushita, 1933)